# Polypedilum dudichi
Polypedilum dudichi är en tvåvingeart som beskrevs av Berczik 1957. Polypedilum dudichi ingår i släktet Polypedilum och familjen fjädermyggor.
Artens utbredningsområde är Ungern. Inga underarter finns listade i Catalogue of Life.